# Predator (Filmreihe)
Predator ist eine US-amerikanische Science-Fiction-Actionfilmreihe, die bisher aus fünf Filmen und den beiden Crossovers Alien vs. Predator (2004) und Aliens vs. Predator 2 (2007) mit der Alien-Filmreihe besteht.

## Spielfilme
| Nr.        | Jahr | Titel                       | Regie                            | Drehbuch                                          |
| ---------- | ---- | --------------------------- | -------------------------------- | ------------------------------------------------- |
| 01         | 1987 | Predator                    | John McTiernan                   | Jim Thomas, John Thomas                           |
| 02         | 1990 | Predator 2                  | Stephen Hopkins                  | Jim Thomas, John Thomas                           |
| 03         | 2010 | Predators                   | Nimród Antal                     | Alex Litvak, Michael Finch                        |
| 04         | 2018 | Predator – Upgrade          | Shane Black                      | Fred Dekker, Shane Black                          |
| 05         | 2022 | Prey                        | Dan Trachtenberg                 | Patrick Aison, Dan Trachtenberg                   |
| 06         | 2025 | Predator: Killer of Killers | Dan Trachtenberg, Joshua Wassung | Dan Trachtenberg, Micho Robert Rutare             |
| 07         | 2025 | Predator: Badlands          | Dan Trachtenberg                 | Patrick Aison, Dan Trachtenberg                   |
| Crossovers |      |                             |                                  |                                                   |
| 01         | 2004 | Alien vs. Predator          | Paul W. S. Anderson              | Paul W. S. Anderson, Dan O’Bannon, Ronald Shusett |
| 02         | 2007 | Aliens vs. Predator 2       | Colin Strause, Greg Strause      | Shane Salerno                                     |

### Zukunft
Im Juni 2022 erklärte Dan Trachtenberg, dass es Diskussionen über die Entwicklung weiterer Filme nach der Veröffentlichung von Prey gebe. Der Filmemacher erklärte, dass es in Zukunft die Absicht sei, Dinge zu tun, die es in der Filmreihe noch nie gegeben habe. Im August bekundete Bennett Taylor Interesse daran, seine Rolle als Raphael Adolini als „der Pirat, der er ist“ in einem möglichen Prequel zu Prey zu wiederholen, das als lose Adaption des Comics Predator: 1718 aus dem Jahr 1996 dienen würde, in dem Adolini vorgestellt wurde. „Ich habe ihn als Recherche gelesen, bevor Prey gedreht wurde, mit dem Ziel, so viel von [Raphael] in Prey hineinzubringen, dass es Sinn ergibt“.
Im Februar 2024 wurde berichtet, dass sich mehrere Predator-Filme in Entwicklung befinden, wobei Dan Trachtenberg an jedem Teil beteiligt ist. Einer davon ist eine Fortsetzung von Prey. Die Dreharbeiten zum zweiten Film, mit dem Arbeitstitel Badlands, sollen im Juli 2024 beginnen. Trachtenberg wird erneut als Regisseur fungieren, das Drehbuch wurde von Patrick Aison geschrieben, basierend auf einer Originalgeschichte, die sie gemeinsam verfasst haben. Die Handlung wird sich um eine neue weibliche Hauptrolle drehen und chronologisch in der Zukunft angesiedelt sein. Predator: Badlands soll am 7. November 2025 veröffentlicht werden.

## Kurzfilme
| Nr. | Jahr | Titel                         | Regie                        | Drehbuch                               |
| --- | ---- | ----------------------------- | ---------------------------- | -------------------------------------- |
| 01  | 2010 | The Chosen                    | Nimród Antal                 | Alex Litvak & Michael Finch            |
| 02  | 2010 | Moments of Extraction         | N/A                          | Javier Soto                            |
| 03  | 2010 | Crucified                     | N/A                          | Javier Soto                            |
| 04  | 2016 | Predator vs. Colonial Marines | Julian Higgins               | Peter Weidman                          |
| 05  | 2018 | The Predator Holiday Special  | David H. Brooks & Alex Kamer | Matt Motschenbacher & Matthew Senreich |

Am 19. Oktober 2010 wurde Predators als Heimvideo veröffentlicht und enthielt die beiden Prequel-Kurzfilme Moments of Extraction und Crucified sowie den Prequel-Kurzfilm The Chosen, der vor der Veröffentlichung von Predators als Fernseh- und Kinowerbung ausgestrahlt worden war. Loot Crate (allgemein bekannt für die Produktion und den Vertrieb verschiedener offiziell lizenzierter Waren basierend auf den Marken Alien, Predator, Alien vs. Predator und Prometheus) veröffentlichte einen VR 360°-Kurzfilm mit dem Titel Predator vs. Colonial Marines im Februar 2016 unter der Regie von Julian Higgins und geschrieben von Peter Weidman, in dem eine Truppe Colonial Marines ein Lagerhaus der Weyland-Yutani stürmt und auf den tödlichen außerirdischen Jäger trifft. Predator – Upgrade wurde am 18. Dezember 2018 in den Vereinigten Staaten auf DVD, Blu-ray und 4K Ultra HD, zusammen mit dem Kurzfilm The Predator Holiday Special veröffentlicht, in dem der Weihnachtsmann, seine Elfen und Rentiere Predators am Nordpol treffen.

## Besetzung und Synchronisation
| Rolle                       | Film                           | Film                        | Film                                      | Film                          | Film             | Film              | Film                            | Synchronisation           |
| Rolle                       | Predator                       | Predator 2                  | Predators                                 | Predator – Upgrade            | Prey             | Killer of Killers | Badlands                        | Synchronisation           |
| --------------------------- | ------------------------------ | --------------------------- | ----------------------------------------- | ----------------------------- | ---------------- | ----------------- | ------------------------------- | ------------------------- |
| Predator                    | Kevin Peter HallPeter Cullen S | Kevin Peter HallHal Rayle S | Derek Mears, Brian Steele, Carey L. Jones | Brian A. PrinceJuan Pacheco S | Dane DiLiegro    | Britton Watkins S | Dimitrius Schuster-Koloamatangi | N/A                       |
| Alan „Dutch“ Schaefer       | Arnold Schwarzenegger          | Erwähnt                     | Erwähnt                                   | Erwähnt                       |                  | Cameo             |                                 | Thomas Danneberg          |
| Anna Consalves              | Elpidia Carrillo               | Cameo                       |                                           |                               |                  |                   |                                 | Monica Bielenstein        |
| El Scorpio / Guerilla       | Henry Kingi                    | Henry Kingi                 |                                           |                               |                  |                   |                                 | N/A                       |
| Al Dillon                   | Carl Weathers                  |                             |                                           |                               |                  |                   |                                 | Jürgen Kluckert           |
| Jorge „Poncho“ Ramirez      | Richard Chaves                 |                             |                                           |                               |                  |                   |                                 | Ingolf Gorges             |
| Mac Eliot                   | Bill Duke                      |                             |                                           |                               |                  |                   |                                 | Kurt Goldstein            |
| Blain Cooper                | Jesse Ventura                  |                             |                                           |                               |                  |                   |                                 | Helmut Krauss             |
| Billy Sole                  | Sonny Landham                  |                             |                                           |                               |                  |                   |                                 | Wolfgang Kühne            |
| Rick Hawkins                | Shane Black                    |                             |                                           |                               |                  |                   |                                 | Tobias Meister            |
| Homer L. Phillips           | R. G. Armstrong                |                             |                                           |                               |                  |                   |                                 | Arnold Marquis            |
| Michael „Mike“ R. Harrigan  |                                | Danny Glover                |                                           |                               |                  | Cameo             |                                 | Klaus Sonnenschein        |
| Peter Jacob Keyes           |                                | Gary Busey                  |                                           |                               |                  |                   |                                 | Joachim Tennstedt         |
| King Willie                 |                                | Calvin Lockhart             |                                           |                               |                  |                   |                                 | Wolfgang Dehler           |
| Danny „Danny Boy“ Archuleta |                                | Rubén Blades                |                                           |                               |                  |                   |                                 | Ulli Kinalzik             |
| Leona Cantrell              |                                | María Conchita Alonso       |                                           |                               |                  |                   |                                 | Anke Reitzenstein         |
| Garber                      |                                | Adam Baldwin                |                                           |                               |                  |                   |                                 | Rüdiger Joswig            |
| Jerry Lambert               |                                | Bill Paxton                 |                                           |                               |                  |                   |                                 | Till Hagen                |
| Anthony „Tony“ Pope         |                                | Morton Downey Jr.           |                                           |                               |                  |                   |                                 | Joachim Pukaß             |
| Phil Heinemann              |                                | Robert Davi                 |                                           |                               |                  |                   |                                 | Lutz Riedel               |
| Captain B. Pilgrim          |                                | Kent McCord                 |                                           |                               |                  |                   |                                 | Thomas Danneberg          |
| Royce                       |                                |                             | Adrien Brody                              |                               |                  |                   |                                 | Markus Pfeiffer           |
| Isabelle                    |                                |                             | Alice Braga                               |                               |                  |                   |                                 | Vera Teltz                |
| Edwin                       |                                |                             | Topher Grace                              |                               |                  |                   |                                 | Timmo Niesner             |
| Walter Stans                |                                |                             | Walton Goggins                            |                               |                  |                   |                                 | Michael Deffert           |
| Nikolai Mikhalovich Fedorov |                                |                             | Oleg Taktarov                             |                               |                  |                   |                                 | Waléra Kanischtscheff     |
| Hanzo Kamakami              |                                |                             | Louis Ozawa Changchien                    |                               |                  |                   |                                 | David Nathan              |
| Mombasa                     |                                |                             | Mahershala Ali                            |                               |                  |                   |                                 | Tobias Meister            |
| Cuchillo                    |                                |                             | Danny Trejo                               |                               |                  |                   |                                 | Victor Oller              |
| Ronald Noland               |                                |                             | Laurence Fishburne                        |                               |                  |                   |                                 | Tom Vogt                  |
| Sean H. Keyes               |                                |                             |                                           | Jake Busey                    |                  |                   |                                 | Dirk Bublies              |
| Cullen Yutani               |                                |                             |                                           | Françoise Yip                 |                  |                   |                                 | N/A                       |
| Quinn McKenna               |                                |                             |                                           | Boyd Holbrook                 |                  |                   |                                 | Dennis Schmidt-Foß        |
| Casey Bracket               |                                |                             |                                           | Olivia Munn                   |                  |                   |                                 | Uschi Hugo                |
| Will Traeger                |                                |                             |                                           | Sterling K. Brown             |                  |                   |                                 | Oliver Siebeck            |
| Gaylord „Nebraska“ Williams |                                |                             |                                           | Trevante Rhodes               |                  |                   |                                 | Charles Rettinghaus       |
| Rory McKenna                |                                |                             |                                           | Jacob Tremblay                |                  |                   |                                 | Manik Gaschina            |
| Coyle                       |                                |                             |                                           | Keegan-Michael Key            |                  |                   |                                 | Martin Kautz              |
| Lynch                       |                                |                             |                                           | Alfie Allen                   |                  |                   |                                 | Roman Wolko               |
| Nettles                     |                                |                             |                                           | Augusto Aguilera              |                  |                   |                                 | Nico Sablik               |
| Baxley                      |                                |                             |                                           | Thomas Jane                   |                  |                   |                                 | Thomas Nero Wolff         |
| Emma McKenna                |                                |                             |                                           | Yvonne Strahovski             |                  |                   |                                 | Sonja Spuhl               |
| Naru                        |                                |                             |                                           |                               | Amber Midthunder | Cameo             |                                 | Laura Oettel              |
| Taabe                       |                                |                             |                                           |                               | Dakota Beavers   |                   |                                 | Constantin von Jascheroff |
| Aruka                       |                                |                             |                                           |                               | Michelle Thrush  |                   |                                 | Anna Dramski              |
| Wasape                      |                                |                             |                                           |                               | Stormee Kipp     |                   |                                 | Konrad Bösherz            |

## Rezeption

### Einspielergebnisse
Die Predator-Reihe befindet sich in der Liste der erfolgreichsten Horrorfilmreihen auf dem zwölften Platz (Stand: 20. Dezember 2023).
| Film                  | Einspielergebnisse in US-Dollar | Einspielergebnisse in US-Dollar | Einspielergebnisse in US-Dollar | Budget   |
| Film                  | Nordamerika                     | Deutschland                     | Weltweit                        | Budget   |
| --------------------- | ------------------------------- | ------------------------------- | ------------------------------- | -------- |
| Predator              | 59.735.548                      | 2.722.580                       | 98.268.458                      | 15 Mio.  |
| Predator 2            | 30.669.413                      | 1.884.592                       | 57.120.318                      | 35 Mio.  |
| Alien vs. Predator    | 80.282.231                      | 8.638.397                       | 177.427.090                     | 60 Mio.  |
| Aliens vs. Predator 2 | 41.797.066                      | 7.639.646                       | 130.290.885                     | 40 Mio.  |
| Predators             | 52.000.688                      | 4.424.039                       | 127.233.108                     | 40 Mio.  |
| Predator – Upgrade    | 51.024.708                      | 2.483.605                       | 160.542.134                     | 88 Mio.  |
| Gesamt:               | 315.509.654                     | 27.792.859                      | 750.881.993                     | 278 Mio. |

### Kritiken
Stand: 6. Juni 2025
| Film                        | Rotten Tomatoes     | Metacritic       | IMDb                        |
| --------------------------- | ------------------- | ---------------- | --------------------------- |
| Predator                    | 80 % (61 Kritiken)0 | 47 (17 Kritiken) | 7,8 (478.251 Bewertungen)   |
| Predator 2                  | 29 % (38 Kritiken)0 | 46 (19 Kritiken) | 6,3 (191.969 Bewertungen)   |
| Alien vs. Predator          | 21 % (145 Kritiken) | 29 (21 Kritiken) | 5,7 (224.041 Bewertungen)   |
| Aliens vs. Predator 2       | 12 % (77 Kritiken)0 | 29 (14 Kritiken) | 4,6 (141.133 Bewertungen)   |
| Predators                   | 65 % (201 Kritiken) | 51 (30 Kritiken) | 6,4 (253.102 Bewertungen)   |
| Predator – Upgrade          | 34 % (295 Kritiken) | 48 (49 Kritiken) | 5,3 (154.653 Bewertungen)   |
| Prey                        | 94 % (287 Kritiken) | 71 (43 Kritiken) | 7,1 (250.111 Bewertungen)   |
| Predator: Killer of Killers | 98 % (44 Kritiken)0 | 78 (15 Kritiken) | 7,5 (31.100 Bewertungen)000 |

## Musik
| Titel                                             | US-Veröffentlichung | Länge | Komponist          | Label              |
| ------------------------------------------------- | ------------------- | ----- | ------------------ | ------------------ |
| Predator: Original Motion Picture Score           | 1987                | 69:08 | Alan Silvestri     | Varèse Sarabande   |
| Predator 2: Original Motion Picture Soundtrack    | 13. Dezember 1990   | 45:14 | Alan Silvestri     | Varèse Sarabande   |
| Predators: Original Motion Picture Soundtrack     | 5. Juli 2010        | 68:25 | John Debney        | La-La Land Records |
| The Predator: Original Motion Picture Soundtrack  | 28. September 2018  | 54:00 | Henry Jackman      | Lakeshore Records  |
| Prey: Original Motion Picture Soundtrack          | 5. August 2022      | 45:07 | Sarah Schachner    | Hollywood Records  |
| Predator: Killer of Killers (Original Soundtrack) | 6. Juni 2025        | 68:04 | Benjamin Wallfisch | Hollywood Records  |